# Chrząstka tarczowata

Krtań, widok przednio-boczny. 4 – chrząstka tarczowata, 3 – wcięcie tarczowe górne, 11 – róg górny, 13 – kresa skośna, 15 – róg dolny.

Chrząstka tarczowata (łac. cartilago thyroidea) – w anatomii człowieka największa, nieparzysta chrząstka budująca krtań i stanowiąca przednie rusztowanie jej górnej części. Jest zbudowana z tkanki chrzęstnej szklistej. Jej kształt jest porównywany do tarczy, ochraniającej aparat głosowy i drogę oddechową od przodu i z boków.
Składa się z dwóch symetrycznych, czworobocznych płytek (blaszek) – prawej i lewej, łączących się z przodu w płaszczyźnie pośrodkowej. W przedniej części brzeg dolny płytek jest poziomy i prawie prosty, niekiedy w miejscu ich połączenia tworzący delikatne wcięcie tarczowe dolne (incisura thyroidea inferior). Górne brzegi są natomiast łukowato zaokrąglone, tworząc w linii pośrodkowej sięgające głęboko w dół wcięcie tarczowe górne (incisura thyroidea superior). W miejscu tego wcięcia i tuż pod nim brzegi płytek wysuwają się ku przodowi względem pozostałej części krtani, co powoduje że ta jej część widoczna jest przez skórę szyi jako wyniosłość krtaniowa (jabłko Adama). Szczególnie wyraźnie zaznacza się ona u mężczyzn, u których kąt (otwarty ku tyłowi) pomiędzy obu blaszkami chrząstki tarczowatej jest mniejszy niż u kobiet, wynosząc około 90° (u kobiet około 120°). Brzegi górne płytek łączą się z kością gnykową błoną tarczowo-gnykową i wzmacniającymi ją więzadłami, a dolne brzegi – z chrząstką pierścieniowatą stożkiem sprężystym i więzadłem pierścienno-tarczowym pośrodkowym.
Tylny brzeg każdej z płytek przechodzi u góry w wąski, wydłużony wyrostek, kierujący się ku górze, nieco do tyłu i przyśrodkowo – róg górny (cornu superius). Zaokrąglony koniec rogu górnego łączy się z rogiem większym kości gnykowej więzadłem tarczowo-gnykowym bocznym wzmacniającym błonę tarczowo-gnykową. Analogiczny wyrostek na dolnym końcu tylnego brzegu każdej z płytek – róg dolny (cornu inferius) – jest krótszy i grubszy od rogu górnego, kieruje się lekko przyśrodkowo i na swojej wewnętrznej, przyśrodkowej stronie zawiera okrągławe wybrzuszenie stanowiące główkę stawu pierścienno-tarczowego.
Na zewnętrznej powierzchni każdej płytki, nieco z przodu od tylnego brzegu, przebiega skośnie od góry w dół i do przodu uwypuklenie – kresa skośna (linea obliqua), dzieląca płytkę na dwa pola: niewielkie tylne i znacznie większe przednie. U góry i dołu kończy się ona wyraźniejszymi wypukleniami – guzkiem tarczowym górnym (tuberculum thyroideum superius) i dolnym (tuberculum thyroideum inferius). Pod guzkiem górnym może znajdować się otwór tarczowy (foramen thyroideum), przez który czasem przechodzą tętnica krtaniowa górna i żyła krtaniowa górna (znacznie rzadziej też gałąź wewnętrzna nerwu krtaniowego górnego), zazwyczaj przechodzące przez otwór znajdujący się w błonie tarczowo-gnykowej około 1 cm ku przodowi i powyżej od guzka górnego chrząstki tarczowatej. Powierzchnie wewnętrzne płytek są gładkie.
Chrząstka tarczowata stanowi miejsce przyczepu kilku mięśni. Do kresy skośnej przyczepiają się mięsień mostkowo-tarczowy, mięsień tarczowo-gnykowy i część tarczowo-gardłowa mięśnia zwieracza dolnego gardła. Do brzegu tylnego płytki przyczepia się mięsień podniebienno-gardłowy i mięsień rylcowo-gardłowy, do brzegu dolnego mięsień pierścienno-tarczowy, a do powierzchni wewnętrznej – mięsień tarczowo-nalewkowy i mięsień tarczowo-nagłośniowy. W kącie chrząstki, w górnej części linii pośrodkowej powierzchni wewnętrznej (na połączeniu obu płytek) przyczepia się więzadło tarczowo-nagłośniowe łączące chrząstkę tarczowatą z chrząstką nagłośniową, a poniżej obustronnie więzadła przedsionkowe i więzadła głosowe.